# Suliszów (powiat sandomierski)
Suliszów – wieś w Polsce położona w województwie świętokrzyskim, w powiecie sandomierskim, w gminie Łoniów.
W latach 1975–1998 miejscowość należała administracyjnie do województwa tarnobrzeskiego.
Przez miejscowość przebiega droga krajowa nr 9 z Radomia do Rzeszowa.

## Historia
Miejscowość wzmiankowana w połowie XV w. Tutejszy folwark rycerski i karczma były wymienione przez Długosza w Liber Beneficiorurn. Natomiast Słownik Geograficzny Królestwa Polskiego z ok. 1880 r. podaje:

Suliszów Dolny i Górny, wieś i folwark, powiat sandomierki, gmina i parafia Łoniów, odległość od Sandomierza 20 wiorst, ma 29 domów i 261 mieszkańców. W 1827 roku – 49 domów i 183 mieszkańców. Dobra Suliszowa składają się z folwarków Suliszów Górny, Suliszów Dolny, Łąki Sulisławskie, rozległość. mórg 667 (...), las nieurządzony.

## Zabytki
Park z XVIII w., wpisany do rejestru zabytków nieruchomych (nr rej.: A.703 z 20.12.1957).

## Obiekty
- Remiza OSP[9]
- pozostałości murowanego dworu z drugiej połowy XIX w. i parku krajobrazowego z XVIII wieku[7].

## Wspólnoty wyznaniowe
Wierni Kościoła rzymskokatolickiego należą do parafii św. Mikołaja w Łoniowie.
W miejscowości znajduje się również Sala Królestwa miejscowego zboru Świadków Jehowy.